# Monte Pallano e Lecceta d'Isca d'Archi
Monte Pallano e Lecceta d'Isca d'Archi este o arie protejată (arie specială de conservare — SAC, sit de importanță comunitară — SCI, arie de protecție specială avifaunistică — SPA) din Italia întinsă pe o suprafață de 3.270 ha, integral pe uscat.

## Localizare
Centrul sitului Monte Pallano e Lecceta d'Isca d'Archi este situat la coordonatele 42°02′19″N 14°23′11″E / 42.038611°N 14.386389°E.

## Înființare
Situl Monte Pallano e Lecceta d'Isca d'Archi a fost declarat arie de protecție specială avifaunistică în decembrie 2019 pentru a proteja 12 specii de animale. Alte tipuri de protecție:
- sit de importanță comunitară (în mai 2004)
- arie specială de conservare (în decembrie 2018)[1][3][4]

## Biodiversitate
Situată în ecoregiunea mediteraneană, aria protejată conține 5 habitate naturale: Pseudostepă cu ierburi și specii anuale de Thero-Brachypodietea, Păduri de fag din Apenini cu Taxus și Ilex, Izvoare petrifiante cu formare de travertin (Cratoneurion), Păduri de Quercus ilex și Quercus rotundifolia, Pajiști uscate seminaturale și facies de acoperire cu tufișuri pe substraturi calcaroase (Festuco-Brometalia) (* situri importante pentru orhidee).
La baza desemnării sitului se află mai multe specii protejate:
- păsări (7): caprimulg (Caprimulgus europaeus), presură de grădină (Emberiza hortulana), șoimul rândunelelor (Falco subbuteo), sfrâncioc roșiatic (Lanius collurio), ciocârlie de pădure (Lullula arborea), gaia neagră (Milvus migrans), gaia roșie (Milvus milvus)
- amfibieni (2): Salamandrina terdigitata, Triturus carnifex
- mamifere (1): lupul (Canis lupus)
- nevertebrate (1): croitorul mare al stejarului (Cerambyx cerdo)
- reptile (1): șarpele cu patru dungi (Elaphe quatuorlineata)

Pe lângă speciile protejate, pe teritoriul sitului au mai fost identificate 5 specii de plante, 3 specii de amfibieni, 1 specie de mamifere, 1 specie de nevertebrate.